# Yukiyo Kojima
Pour les articles homonymes, voir Kojima.
Yukiyo Kojima (小嶋由紀代, Kojima Yukiyo), née le 10 décembre 1945 à Tokyo (Japon), est une ancienne joueuse japonaise de volley-ball.
Elle est médaillée d'argent aux Jeux de 1968.

## Carrière
Yukiyo Kojima remporte la médaille d'argent du tournoi féminin aux Jeux olympiques d'été de 1968, perdant en finale face aux Soviétiques.

## Palmarès

### Équipe nationale
- Jeux olympiques
  -  1968 à Mexico.

- Jeux asiatiques
  - 1966 à Bangkok.

### En club
- Tournoi de Kurowashiki[3]
  - Vainqueur : 1968.
  - Finaliste : 1966.